# Ky Duyen
Pham Ngoc Thach, connu sous le nom de scène Ky Duyen, né le 20 juillet 1910 à Vinchou, en Indochine, et mort le 19 juillet 1991 à Clamart, est un acteur français d'origine vietnamienne. Il fit sa carrière en France, et quelques films en Italie.

## Filmographie
- 1930 : La Lettre de Louis Mercanton
- 1930 : La donna bianca de Jack Salvatori : On Chi Seng
- 1934 : Sapho de Léonce Perret : le domestique
- 1936 : Bach détective de René Pujol : un complice de Stéfani
- 1936 : La Bête aux sept manteaux de Jean de Limur
- 1936 : La Mystérieuse Lady de Robert Péguy
- 1936 : Port Arthur de Nicolas Farkas
- 1936 : Le Secret de l'émeraude de Maurice de Canonge : M. Lee
- 1937 : La Dame de Malacca de Marc Allégret : le Japonais
- 1937 : Drôle de drame de Marcel Carné : l'hôtelier chinois
- 1937 : Forfaiture de Marcel L'Herbier : le caissier de la banque
- 1937 : Mollenard de Robert Siodmak
- 1937 : La Treizième Enquête de Grey de Pierre Maudru : Okata, l'impresario japonais
- 1937 : Yoshiwara de Max Ophüls : l'agent secret
- 1938 : Les Pirates du rail de Christian-Jaque : le lieutenant
- 1938 : Abus de confiance de Henri Decoin : le domestique de Le Govain
- 1938 : Le Récif de corail de Maurice Gleize : Black, le mécanicien du bateau
- 1938 : Le Drame de Shanghaï de Georg Wilhelm Pabst
- 1939 : Frenesia de Mario Bonnard : Sam Lee
- 1943 : Voyage sans espoir de Christian-Jaque : Li Fang
- 1943 : Mahlia la métisse de Walter Kapps : Sao
- 1943 : Le Soleil de minuit de Bernard Roland : le Japonais
- 1945 : L'assassin n'est pas coupable de René Delacroix
- 1945 : Mission spéciale de Maurice de Canonge - Film tourné en deux époques
- 1946 : Il suffit d'une fois de Andrée Feix
- 1946 : Le Voleur se porte bien de Jean Loubignac : le Chinois
- 1947 : La Femme en rouge de Louis Cuny : le Chinois
- 1950 : Méfiez-vous des blondes de André Hunebelle : M. Dou
- 1950 : Mystère à Shanghai de Roger Blanc : le commissaire Whu
- 1951 : Un grand patron de Yves Ciampi : Chang
- 1954 : Le Mouton à cinq pattes de Henri Verneuil : le Chinois sur le bateau
- 1954 : Raspoutine de Georges Combret : le pédicure
- 1954 : Bonnes à tuer de Henri Decoin : Bao, le serviteur
- 1955 : Razzia sur la chnouf de Henri Decoin
- 1957 : Une manche et la belle de Henri Verneuil : Chang
- 1957 : Jusqu'au dernier de Pierre Billon : un complice de Riccioni

## Théâtre
- 1933 : Le Document R 17 d'Alfred Gragnon et Derive, Théâtre de la Scala
- 1935 : L'Enigmatique Gentleman de Charles Morgan, mise en scène Alfred Gragnon, Théâtre des Capucines
- 1936 : La Treizième Enquête de Grey d'Alfred Gragnon et Derive, mise en scène Fernand Mailly, Théâtre des Capucines
- 1948 : Saïgon 46 de Jacques Raphaël-Leygues, mise en scène Alfred Pasquali, Théâtre de la Potinière